# Screen Rant
Screen Rant é um sítio eletrônico de notícias de entretenimento que foi lançado em 2003. O sítio oferece notícias no campo de televisão, filmes, video games e teorias sobre filmes. Foi inaugurado por Vic Holtreman, com quartel general original em Ogden, Utah.
Screen Rant expandiu sua cobertura com sua presença em eventos de tapete vermelho em Los Angeles, no Festival de Cinema de Nova Iorque e em painéis da San Diego Comic-Con.
Em 2015, a empresa Screen Rant foi comprada pela Valnet, Inc., uma publicadora de mídia online com base em Montreal. Em 2019, o sítio se reuniu com Game Rant quando este foi adquirido pela Valnet.